# Refuge faunique national du delta du Yukon
Le refuge faunique national du delta du Yukon (en anglais Yukon Delta National Wildlife Refuge est un National Wildlife Refuge de l'état d'Alaska aux États-Unis qui couvre 77 809 km2 (19,227 million d'acres), dans le sud-ouest de l'état. C'est le second en taille d'Alaska (et des Etats-Unis), juste un peu plus petit que le Refuge faunique national Arctic.

## Situation
Il est bordé à l’est par le Wood-Tikchik State Park, le plus grand parc d’État des États-Unis.
C'est une plaine côtière qui s'étend jusqu'à la mer de Béring et qui englobe le delta du Yukon et du Kuskokwim. Il est composé de zones humides proches du niveau de la mer, souvent inondé par les marées de la mer de Béring. Son administration se trouve à Bethel. 

## Histoire
C'est le président Theodore Roosevelt qui a le premier déclaré la zone comme protégée en 1909. Ensuite, il a été agrandi et en 1980 il a été déclaré comme faisant partie de l'Alaska National Interest Lands Conservation Act par le président Jimmy Carter, en y adjoignant l'île Nelson et l'île Nunivak.
Il englobe 35 villages représentant environ 25 000 personnes, pour majorité des Yupiks et des Eskimos qui y pratiquent une économie de subsistance.

## Faune

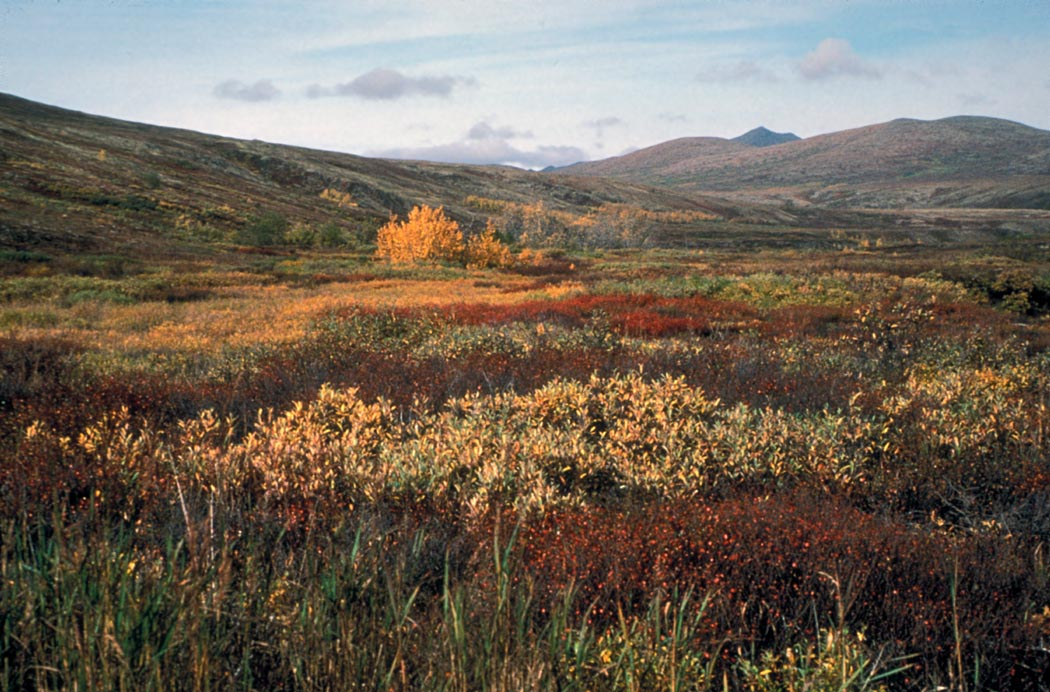
La toundra du refuge faunique du delta du Yukon

La région côtière qui borde la mer de Béring est très riche de par sa faune. On y trouve une des plus importantes concentrations d'oiseaux marins au monde : plus d'un million de canards, et un demi-million d'oies sauvages viennent y nicher chaque année. Le refuge héberge aussi des canards pilets, des plongeons, des grèbes, des cygnes et des grues.
Ce refuge faunique national abrite des espèces de mammifères telles que le rat musqué, l’ours brun, le bœuf musqué, l’élan, l’ours noir, le coyote, le lynx canadien, le porc-épic, le castor, deux espèces de renard, la loutre de rivière, la martre, le glouton, le vison, l’ours polaire et les meutes de loups.

Par ailleurs, des troupeaux de caribous viennent passer l'hiver dans les zones de toundra de l'est. On rencontre aussi, sur les côtes, des morses, des phoques, des marsouins aussi bien que des baleines beluga.

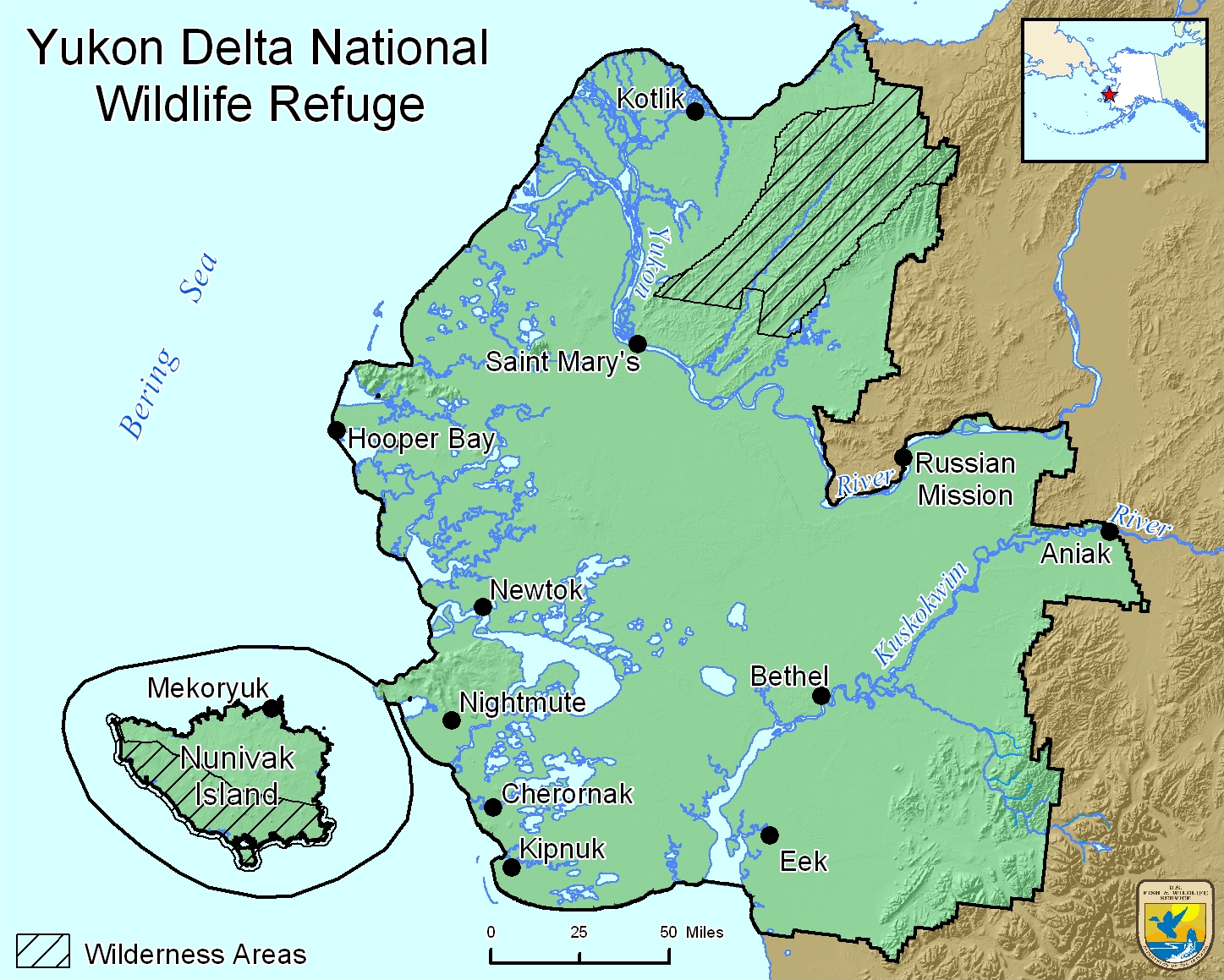
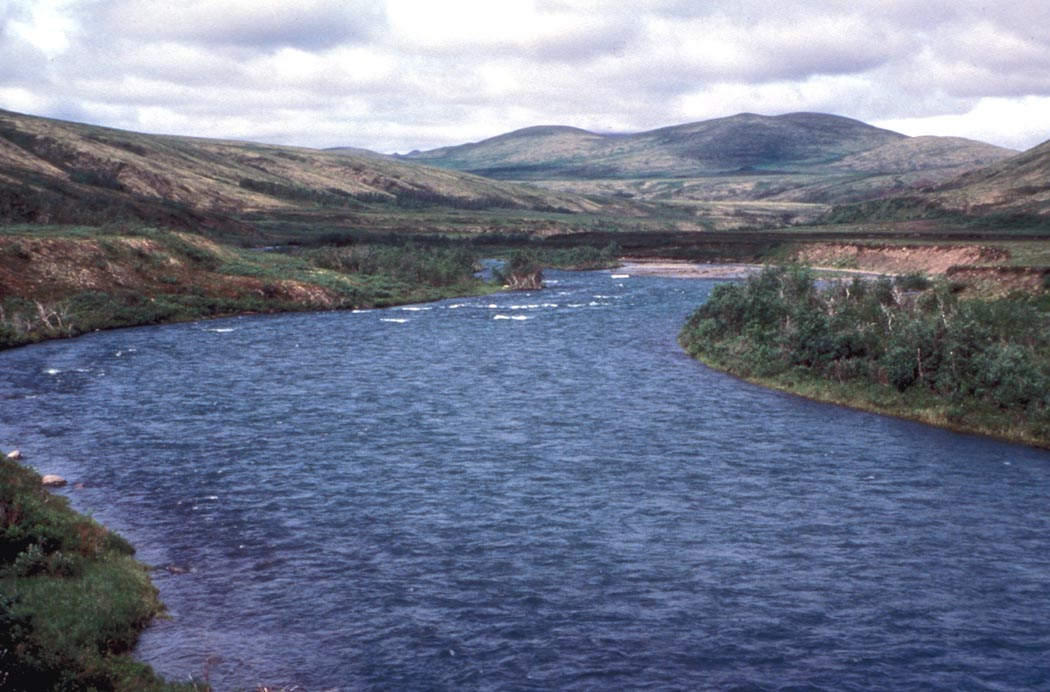
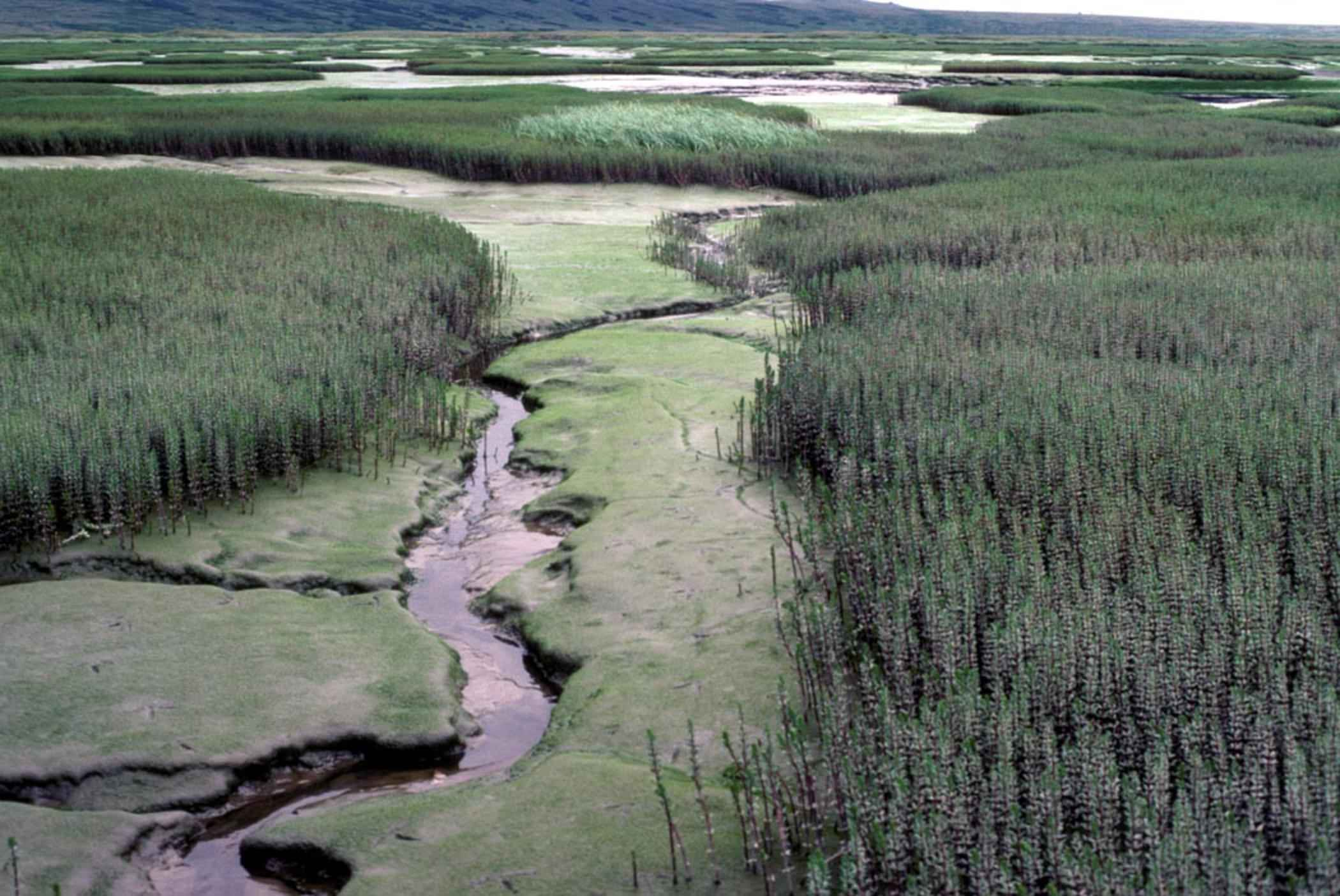
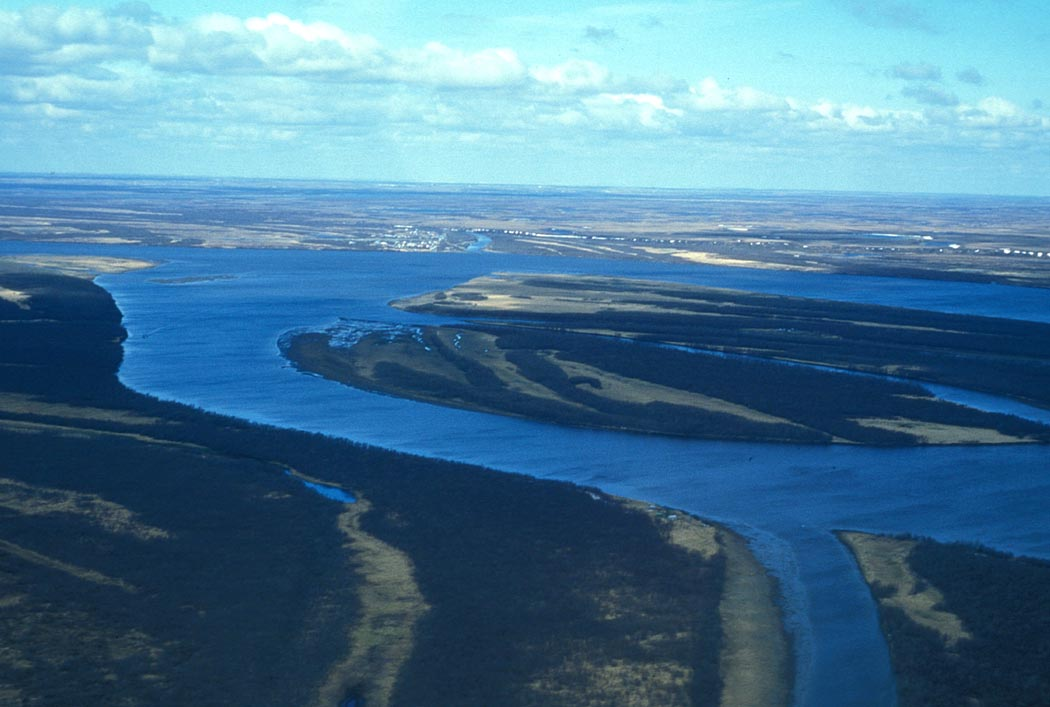